# Marc Maurette
Marc Maurette (5è districte de París, 20 de maig de 1916 – 14è districte de París, 1 de juliol de 2004) és un actor, un director, un guionista i un productor de cinema francès.

## Biografia
Marc Maurette és fill del geògraf i sociòleg francès Fernand Maurette, en aquell moment supervisor de l'École Normale Supérieure, i de Marie-Thérèse Dupuy, que dirigia l'International School of Geneva.
El 1936, a l'època del Front Popular, era estudiant de dret a París i apassionat pel cinema. Es va fer intern a La vie est à nous de Jean Renoir, i es va fer amic de Jacques Becker, assistent de la pel·lícula. Aquesta pel·lícula es va rodar per iniciativa del Partit Comunista Francès per a la campanya electoral del Front Popular, amb fons recaptats arran de les recaptacions fetes durant les reunions i amb la participació voluntària de tècnics i artistes. Després va prendre lliçons de Charles Dullin.
El 1937, va ser documentalista i script al costat de Becker al plató de la pel·lícula de Jean Renoir La Marseillaise , que es va estrenar l'any següent als cinemes.
El 1939, va fer el seu servei militar al Marroc, però la Segona Guerra Mundial i després l'Armistici el van desmobilitzar.
De tornada a França, es va reunir amb Jacques Becker, per a qui es va convertir en assistent de direcció de les pel·lícules Dernier Atout, Goupi Mains Rouges i Falbalas, de 1942 a 1944.
El 1943, Marc Maurette es va unir al « Comité de salut public du cinéma français », fundat pels cineastes resistents Jean-Paul Le Chanois, Jean Painlevé, Max Douy, Nicolas Hayer, René Houdet, Étienne Laroche i Jacques Lemare. Aquest grup constitueix una xarxa de defensa del cinema, principalment comunista, i que s'organitza en la clandestinitat.
El 1944, durant l'Alliberament de França, el « Comité de libération du cinéma français » (CLCF), que va reunir diversos grups i sindicats de la Resistència al cinema francès (que van des dels comunistes als gaullistes), en absència de Jean-Paul Le Chanois, va decidir nomenar el 19 de setembre de 1944 Pierre Blanchar president, Louis Daquin secretari general i el vicesecretari Marc Maurette.
Marc Maurette esdevingué llavors secretari adjunt del Sindicat de Tècnics CGT.
El 1946, Marc Maurette va llançar l'oposició a l'acord Blum-Byrnes, que va reduir dràsticament els projectes cinematogràfics francesos a favor del cinema americà. Organitza el compromís total del sindicat en els "Comitès de Defensa del Cinema" i en el vast moviment d'opinió que va portar el Parlament a crear una llei d'ajuda, la primera del món, sense la qual potser el cinema francès hauria d'haver desaparegut.
Va formar part del comitè de gestió de la Cooperative generale du cinema français, que produeix notablement La Bataille du rail de René Clément i Voyage Surprise de Pierre Prévert.
Marc Maurette esdevé el tresorer del sindicat de tècnics i va redactar el conveni col·lectiu de tècnics de cinema, que es va signar el 30 d'abril de 1950. També és membre del Partit Comunista Francès.
El 1947, va dirigir Dernier refuge, adaptació d’una novel·la de Georges Simenon. Al mateix temps, va treballar amb Stellio Lorenzi.
El 1981, Marc Maurette va trencar amb la CGT, oposant-se a la Fédération du spectacle i a la CGT, que pretenia que el Sindicat de Tècnics (SNTPCT) del qual era membre adoptés el concepte d'"audiovisual" confonent cinema i televisió, i que obriria el camí per a la desaparició del conveni col·lectiu de producció cinematogràfica i la seva absorció en un "acord audiovisual", fusionant-lo especialment amb els convenis públics de l'audiovisual que ofereixen salaris significativament més baixos. Participa en el manteniment del Sindicat Nacional de Tècnics de Producció de Cinema i Televisió, tal com va ser fundat l'any 1937, i que, a partir d'aleshores, continua la seva acció com a sindicat professional no afiliat.
Marc Maurette va morir l’1 de juliol de 2004.

## Filmografia

### Director assistent
- 1936 : La Vie est à nous de Jean Renoir
- 1938 : La Marseillaise de Jean Renoir
- 1942 : Dernier Atout de Jacques Becker
- 1943 : Goupi Mains Rouges de Jacques Becker
- 1943 : Le Colonel Chabert de René Le Hénaff
- 1945 : Falbalas de Jacques Becker
- 1949 : Alice au pays des merveilles (Alice in Wonderland) de Dallas Bower i Louis Buner
- 1950 : La Belle que voilà de Jean-Paul Le Chanois
- 1951 : La Taverne de la Nouvelle-Orléans de William Marshall
- 1952 : Le Carrosse d'or de Jean Renoir
- 1953 : Madame de... de Max Ophüls
- 1954 : Touchez pas au grisbi de Jacques Becker
- 1954 : Alí Babà i els quaranta lladres de Jacques Becker
- 1956 : Don Juan de John Berry
- 1958 : Tamango de John Berry
- 1958 : Chéri, fais-moi peur de Jack Pinoteau
- 1958 : Les Femmes des autres de Claude Barma
- 1959 : Faibles femmes de Michel Boisrond
- 1961 : Le Caporal épinglé de Jean Renoir
- 1962 : Le Procès d'Orson Welles
- 1963 : Le train de Berlin est arrêté téléfilm de Rolf Hädrich
- 1963 : Xarada de Stanley Donen
- 1963 : La Tulipe noire de Christian-Jaque
- 1966 : Mademoiselle de Tony Richardson
- 1969 : La fortalesa de Sydney Pollack
- 1971 : Les Mariés de l'an II de Jean-Paul Rappeneau

### Director de producció
- 1964 : La Chasse à l'homme d'Édouard Molinaro
- 1967 : Le Marin de Gibraltar de Tony Richardson
- 1968 : The Immortal Story d'Orson Welles
- 1969 : L'Escala de Stanley Donen
- 1970 : The Lady in the Car with Glasses and a Gun d'Anatole Litvak
- 1972 : Barbablava d'Edward Dmytryk
- 1976 : Le Locataire de Roman Polanski
- 1976 : Noroît de Jacques Rivette
- 1978 : Ne pleure pas de Jacques Ertaud
- 1981 : La pell de Liliana Cavani
- 1984 : L’amor de Swann de Volker Schlöndorff
- 1985 : Desig flagrant de Claude Faraldo
- 1988 : El gran blau de Luc Besson
- 1993 : Louis, enfant roi de Roger Planchon

### Guionista
- 1947 : Dernier refuge de Marc Maurette
- 1951 : L'Étrange Madame X de Jean Grémillon
- 1954 : Alí Babà i els quaranta lladres de Jacques Becker
- 1964 : La Nuit de feu de Georges Folgoas TV
- 1967 : L'Affaire Lourdes de Marcel Bluwal TV
- 1970 : Thérèse d'Avila de Jeannette Hubert TV

### Director
- 1947 : Dernier refuge
- 1953 : Horizons 1952-1953 codirigida amb Robert Ménégoz
- 1957 : La Citadelle anéantie o Citadela sfarîmata codirigida amb Haralambie Boros
- 1961 : Le procès de Sainte-Thérèse de l'enfant Jésus codirigida amb Guy Lessertisseur
- 1964 : Reflets (documental sobre Paul Éluard) amb Jean Ferrat

### Productor
- 1949 : Alice au pays des merveilles de Dallas Bower
- 1977 : Le Diable probablement de Robert Bresson

### Actor
- 1958 : En votre âme et conscience : Le Troisième Accusé ou l'Affaire Gayet de Claude Barma
- 1974 : Une légende une vie: Citizen Welles, documental de Maurice Frydland
- 1991 : Les Amants du Pont-Neuf de Leos Carax
- 1993 : Jean Renoir: Première partie - De La Belle Époque à la Seconde Guerre mondiale, documental de David Thompson

### Conseller tècnic
- 1955 : Le Rendez-vous des quais de Paul Carpita
- 1951 : Adventures of Captain Fabian, de William Marshall